# SuperHigh
SuperHigh est une série télévisée franco-américaine, créée et réalisée par Édouard Pluvieux en 2017.

## Description
Produite en France par la plateforme mobile Blackpills, les trois premiers épisodes seront diffusés le 25 septembre 2017 sur TMC.

## Synopsis
David (Kev Adams), alors qu'il vit une rupture difficile à Los Angeles, se met à fumer du cannabis pour se remonter le moral. Il est alors arrêté par la Police. Cette drogue lui donne des pouvoirs.

## Distribution
- Kev Adams (VF : lui-même) : David
- DeStorm Power (en) (VFB : Sébastien Hébrant) : Chopper
- Sarah McDaniel (VFB : Mélissa Windal) : Faith
- Cade Carradine : Henry
- Francis Cronin (en) : Adrian
- Matt Ryan King : Snapper
- Michael James Lazar : Shelter Guard
- Clayton Rohner (VFB : Martin Spinhayer) : Bruce
- Trent Walker : Robber

## Épisodes

### Première saison (2017)
1. Ainsi va la Weed (High Concept)
2. La Weed révée des Anges (House of High)
3. Va, Weed et deviens (Weed Great Power, Comes Great Responsability)
4. Chacun cherche sa Weed (I Weed, You Loose)
5. Plus belle la Weed (Weed ust Wanted to Help)
6. Jamais sans ma Weed (Weed Side Story)
7. Que la Weed soit avec toi (Weed Need to Talk)
8. Il en faut Beuh pour être heureux (Weed Meet Again)
9. Autant en emporte la Weed (Gone with the Weed)
10. Earth, Weed and Fire (Earth, Weed and Fire)